# Joseph R. Walker
Joseph R. Walker (Contea di Roane, 13 dicembre 1798 – Contea di Contra Costa, 27 ottobre 1876) è stato un avventuriero ed esploratore statunitense.
Stabilì il segmento della Pista della California (California Trail), la principale rotta per gli emigranti diretti ai campi auriferi durante la corsa all'oro della California, da Forte Hall (Idaho) al fiume Truckee. Il fiume Walker e il Lago Walker in Nevada furono nominati in suo onore da John C. Frémont.

## Primi anni

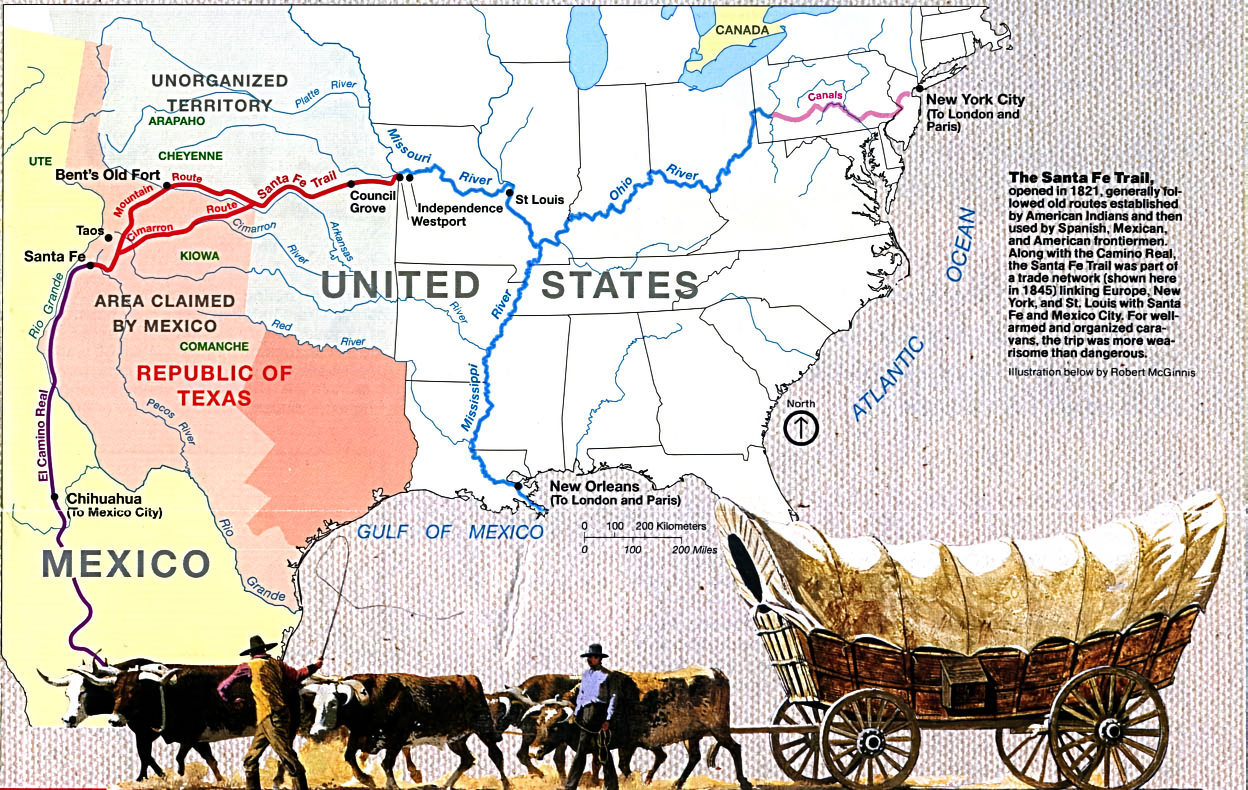
Mappa della Pista di Santa Fe

Walker nacque nella contea di Roane (Tennessee), quarto figlio dei sette nati da Joseph e Susan Willis Walker. Nel 1819, la famiglia emigrò nel Missouri, stabilendosi a ovest di Fort Osage. Nel 1820, fece in viaggio a Santa Fe e fu trattenuto per un breve periodo dalle autorità spagnole. Può darsi che sia diventato uno dei "trapper di Taos" che cacciavano castori con le trappole nel territorio ispano/messicano dell'Alta California, lavorando poi sulla Pista di Santa Fe dal Missouri a Santa Fe con "Old" Bill Williams. Ritornò nel Missouri e nel 1827 fu nominato sceriffo della contea di Jackson.

## Esplorazioni della California e del Gran Bacino
Nel 1830, Walker stava conducendo dei cavalli a Fort Gibson in Oklahoma, dove incontrò Benjamin Bonneville. Walker voleva esplorare la frontiera americana, e Bonneville gli offrì l'opportunità di unirsi a lui nelle sue spedizioni. Nel 1832, Walker partì da Fort Osage con Bonneville e altri 110 uomini, viaggiando al Green River in Wyoming.

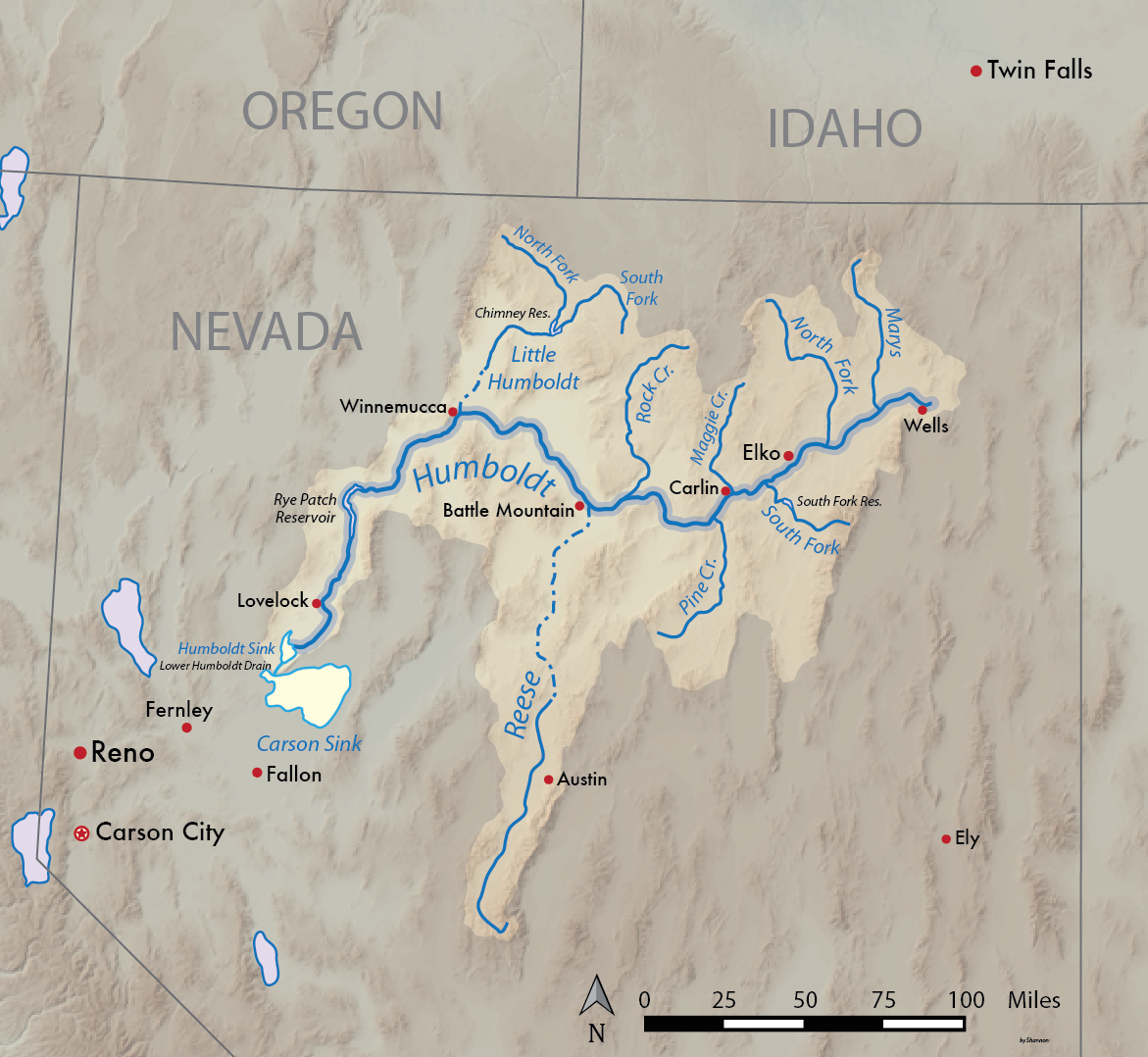
Il bacino idrografico del fiume Humboldt

Nel 1833, Bonneville mandò Walker al comando di una squadra di uomini, inclusi Old Bill Williams, dal Green River ad esplorare il Gran Lago Salato e a trovare una rotta via terra per la California. Partirono il 27 luglio e alla fine scoprirono una rotta lungo il fiume Humboldt attraverso l'odierno Nevada. La seguirono fino alla depressione dello Humboldt Sink, poi si diressero all'odierna Genoa (Nevada) alla base della Sierra Nevada. Cominciarono la loro ascesa delle Sierre viaggiando fino alla biforcazione occidentale del fiume Carson verso il Picco Hawkins. A quel punto, cominciarono a vagare, tentando di trovare un sentiero che conducesse a un crinale divisorio e poi giù per il pendio occidentale. Infine si diressero alle sorgenti del fiume Stanislaus, e scesero sul crinale a nord della gola del fiume. Alla fine raggiunsero il fiume stesso, poi lo seguirono giù fino alla Central Valley.
Il 14 febbraio 1834, Walker e il suo gruppo di cinquantadue uomini partirono per il loro viaggio dalla California, riattraversando la Sierra Nevada attraverso uno dei passi meridionali. Il gruppo arrivò alla Valle di Owens il 1º maggio 1834 e la percorse tutta, ma divenne impaziente di volgersi a est. Uscirono dalla valle il 10 maggio, ma presto si allarmarono per la mancanza di acqua. Tornarono quindi indietro verso ovest alla base delle Sierre e viaggiarono verso nord all'Humboldt Sink, ritornando poi alle Montagne Rocciose per la strada da cui erano venuti l'estate precedente.
A un certo punto negli anni seguenti, Walker prese una moglie shoshone.
Nel 1840 Walker e una banda di seguaci compirono il primo attraversamento conosciuto da nord a sud del Gran Bacino orientale da parte di Americani. Partendo dal Browns Park (Brown's Hole) lungo il Green River, Walker e i suoi uomini attraversarono i Monti Wasatch fino al Lago Sevier e viaggiarono verso sud fino all'alto Virgin River, che discesero fino a raggiungere la sua confluenza con il fiume Colorado. Dal Colorado, attraversarono il Deserto del Mojave fino a Los Angeles, dove Walker vendette 417 libbre di pelli di castoro non conciate ad Abel Stearns, un importante espatriato americano che viveva a Los Angeles, il quale divenne l'agente d'affari di Walker per l'acquisto di cavalli. Walker lasciò la California con cento giumente e un numero ignoto di muli.

## Guida degli emigranti

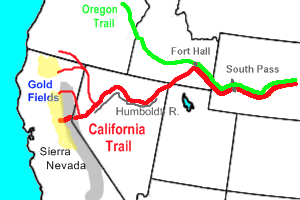
Rotta principale della Pista della California (linea rossa spessa), incluse le varianti di Applegate-Lassen e Beckwourth (linee rosse più sottili)

Dopo aver fatto un viaggio in California nel Gruppo Bartleson-Bidwell del 1841 Joseph B. Chiles ritornò nel Missouri occidentale e organizzò la prima carovana di carri di emigranti diretti in California nel 1843. A Forte Laramie, Chiles ingaggiò Walker per guidare la carovana di carri in California per 300 dollari. In agosto, presso il fiume Black's Fork of the Green River, il gruppo si fermò per far riposare gli animali e cacciare, tentando di fare scorta di carne secca per la pista. Ebbero scarso successo, ed essendo riusciti ad acquisire solo quattro capi di bestiame a Forte Hall, Walker e Chiles decisero di dividere il gruppo per fare l'uso migliore delle provviste rimanenti. Dopo aver lasciato Forte Hall il 16 settembre, Chiles portò 13 uomini a cavallo a Forte Boise per ulteriori provviste. Se il cibo non fosse stato disponibile, avrebbe dovuto attraversare la Sierra Nevada nelle vicinanze del fiume Truckee, procedere a Sutter's Fort per il cibo, e portarlo attraverso la Sierra fino a Humboldt Sink dove Walker e la carovana dei carri sarebbe stata in attesa. Una volta riuniti avrebbero proceduto a sud attraverso la Valle di Owens, lungo la scarpata orientale della Sierra Nevada fino a un passo meridionale, probabilmente il Passo Oak Creek dove Walker credeva che le carovane potessero attraversare. Il gruppo di Chiles non riuscì a ottenere provviste a Forte Boise e aggirò la Sierra Nevada assai a nord, piuttosto che attraversare presso il fiume Truckee. Chiles raggiunse Forte Sutter l'11 novembre. Il gruppo di Walker's lasciò lo Humboldt Sink intorno al 1º novembre e scambiò chiodi per ferri da cavallo con pesce con i Paiute presso quello che in seguito sarebbe stato conosciuto come Lago Walker. Probabilmente a causa di foraggio inadeguato (era un anno di siccità) gli animali non furono in grado di trainare i carri oltre il Lago Owens dove questi ultimi furono perciò abbandonati insieme a una segheria smontata (vedi anche Bancroft 1886:IV:392 395). Il gruppo procedette a piedi e attraversò la cima delle Sierre il 3 dicembre 1843. Dopodiché essi attraversarono la Valle di San Joaquin (la metà meridionale della Valle Centrale) e la Catena Costiera e svernarono piacevolmente nella Valle di Peachtree sulle sorgenti di un affluente del on the fiume Salinas nella Valle di Salinas (Bancroft 1886:IV:395). Riguardo al viaggio Gilbert afferma:
"La carovana via terra non aveva fatto nessuna vera esplorazione, aveva tracciato 500 miglia di quella che doveva diventare la Pista della California."
Il segmento della pista indicato sembra estendersi da Forte Hall (Idaho) al fiume Truckee (Nevada e California).

## Esplorando con Frémont
Dopo che la spedizione si disperse, Walker presentò ancora una volta il suo passaporto alle autorità messicane e gli fu concesso il permesso di commerciare. Come prima, lasciò la California meridionale con una mandria di cavalli e di muli nell'aprile del 1844 lungo la Vecchia pista spagnola (Old Spanish Trail) e superò la seconda spedizione topografica militare di John C. Frémont (la sua prima in California) in qualche punto oltre Las Vegas. I due si erano incontrati precedentemente nel 1842 ad Independence (Missouri), quando Walker declinò l'invito a Frémont a guidare la spedizione. Il gruppo di Walker viaggiò con Frêmont fino a Bent's Fort (Colorado) dove le loro strade si divisero. Nel 1845, in base a un preaccordo, Walker, con sua moglie e i suoi dipendenti, si unì presso il fiume White alla terza spedizione governativa di Frémont (Utah orientale) diretta in California e in Oregon. Frémont aveva reclutato Bill Williams e Kit Carson, ma Walker fu nominato capo guida. Walker e suoi seguaci si erano precedentemente accampati con una delle prime unità di dragoni statunitensi a pattugliare le piste emigratorie e fu descritto come segue dal capitano Philip St. George Cooke:
"Questo pomeriggio il sig. Walker, che avevamo incontrato a Independence Rock, ha visitato il nostro campo: ha scelto un piccolo gruppo a Forte Laramie; e creature dall'aspetto selvaggio sono bianchi e rossi. Quest'uomo ha abbandonato la civiltà, ha sposato una squaw o delle squaw, e preferisce passare la sua vita vagabondando in questi deserti; portato avanti, forse, un'impresa quasi nominale di caccia, trappole e commercio, ma alquanto sufficiente ai bisogni di un capo di selvaggi. È un uomo di grande abilità naturale, e apparentemente di valore e di rapide risorse."
Walker guidò il corpo principale della spedizione lungo il fiume Humboldt fino al Lago Walker dove incontrarono Frémont e un gruppo più piccolo che avevano preso una rotta più meridionale dopo aver lasciato le vicinanze del Gran Lago Salato. Il gruppo si divise di nuovo, con Walker che portò il corpo principale all'attuale Lago Isabella in dicembre, mentre Frémont e un piccolo gruppo attraversò la Sierra Nevada nelle vicinanze del fiume Truckee, raggiungendo infine Sutter's Fort (California). I due gruppi mancarono il loro appuntamento pianificato lungo il fiume Kings nella Valle di San Joaquin, ma si riunirono nel febbraio del 1846.

## Vita successiva
Nel 1862–63, Walker guidò una famosa spedizione di caccia all'oro di 34 uomini nelle montagne dell'Arizona centrale, vicino a quella che è ora la città di Prescott. La comitiva trovò l'oro lungo il fiume Hassayampa e il Lynx Creek, il che fu l'impulso per il successivo insediamento bianco nell'area. Il villaggio di Walker (Arizona) prende nome da lui.
Walker ritornò alla residenza di famiglia del Manzanita Ranch nella Contea di Contra Costa (California) nel 1867. Vi morì il 27 ottobre 1876, ed è sepolto nel Cimitero Alhambra a Martinez.

### Annotazioni
1. ↑  La R. stava per Rutherford, ma si trova anche come Reddford, Reddeford e Redeford. "Rutherford" veniva dalla famiglia della sua bisnonna, Kathleen Rutherford Walker,[1] e non da quella di sua madre, come affermato scorrettamente in alcune fonti.
2. ↑  L'avvicinamento alla Sierra attraverso la rotta del fiume Humboldt divenne in seguito noto come la Pista della California, la rotta principale per gli emigranti diretti ai campi auriferi durante la corsa all'oro della California.
3. ↑  Dopo la sua morte, Walker fu celebrato come la guida del primo gruppo di Europei a "contemplare la Valle di Yosemite." Gli storici successivi, Francis P. Farquhar in particolare, tentò di ricreare una rotta che avrebbe fatto iniziare al gruppo di Walker la sua ascesa della Sierra presso l'odierna Bridgeport, al bordo di Yosemite, scendendo poi nel bacino tra i fiumi Tuolumne e Merced.[14] Scott Stine, professore emerito nel Dipartimento di Antropologia, Geografia e Studi Ambientali presso l'Università statale della California di East Bay, condusse un esteso studio del diario di Zenas Leonard, un membro del gruppo, in confronto alla geografia delle Sierre e alle distanze ragionevoli che il gruppo potrebbe aver percorso ogni giorno, e determinò che la rotta del gruppo di Walker non sarebbe potuta arrivare fino a Yosemite, e propose invece la rotta settentrionale descritta nel corpo del diario.
4. ↑  Il Gruppo Bartleson-Bidwell dovette abbandonare i suoi carri presso il Gran Lago Salato e aveva usato gli animali del branco per attraversare le Sierre presso il Passo Ebbetts.
5. ↑  Un altro resoconto (Bancroft 1886:IV:394 395) pone l'appuntamento proposto all'estremità ovest di Passo Walker. Il gruppo di Walker raggiunse lo Humboldt Sink approssimativamente il 22 ottobre 1843.
6. ↑  Haiwee Pass era troppo ripido per le carovane, ed era probabilmente troppo tardi nell'anno per attraversare un passo tanto più alto (2.590 m).

### Fonti
1. ↑  Gilbert, p. 25.
2. ↑   John Charles Frémont, The Expeditions of John Charles 1 Frémont, a cura di Jackson, Donald e Spence, Mary Lee, Vol. 1: Travels from 1838 to 1844, Chicago, University of Illinois Press, 1970,  pp. 657-57, 668.
3. ↑  Anche il Passo di Oak Creek fu chiamato con il suo nome da Frémont,[2] ma la designazione fu poi spostata a un altro passo del nord, ora noto come Passo Walker.
4. ↑  Gilbert, p. 49.
5. ↑  Gilbert, p. 58.
6. ↑  Gilbert, p. 62.
7. ↑  Gilbert, p. 71.
8. ↑  Il Messico dichiarò l'indipendenza dalla Spagna nel 1822.
9. ↑  Gilbert, p. 87.
10. ↑  Gilbert, p. 96-7.
11. ↑   James O'Meara, Joseph R. Walker, in The Quarterly of the Oregon Historical Society, vol. 16, 1º dicembre 1915. URL consultato il 15 aprile 2013.
12. ↑  Gilbert, p. 105.
13. ↑  Gilbert, pp. 125-27.
14. ↑  History of the Sierra Nevada (1946).
15. ↑  Miller, p. 123.
16. ↑  Quale passo abbia usato Walker è contestato. Benché sia generalmente accettato che le guide native americane che egli ingaggiò lo portarono oltre quello che è oggi noto come "Passo Walker", G. Andrew Miller asserisce che la squadra abbia attraversato oltre 50 miglia a nord di là, scendendo le Sierre orientali al Passo Haiwee.[15]
17. ↑  Gilbert, p. 144.
18. ↑  Gilbert, p. 145.
19. 1 2 3  Rudo, sezione 8, p. 7.
20. ↑  Gilbert, p. 197.
21. ↑  Rudo, sezione 8, p. 8.
22. ↑  Gilbert p. 210.
23. ↑   Jack Swilling and Joseph Walker's Arizona Adventure Part I, su Sharlot Hall Museum. URL consultato il 9 marzo 2018 (archiviato dall'url originale il 6 settembre 2010).
24. ↑  Gilbert, p. 282.
25. ↑   Capt Joseph Rutherford Walker (1798-1876), su Find A Grave. URL consultato il 9 marzo 2018.